# Nieuw-Zwabenland

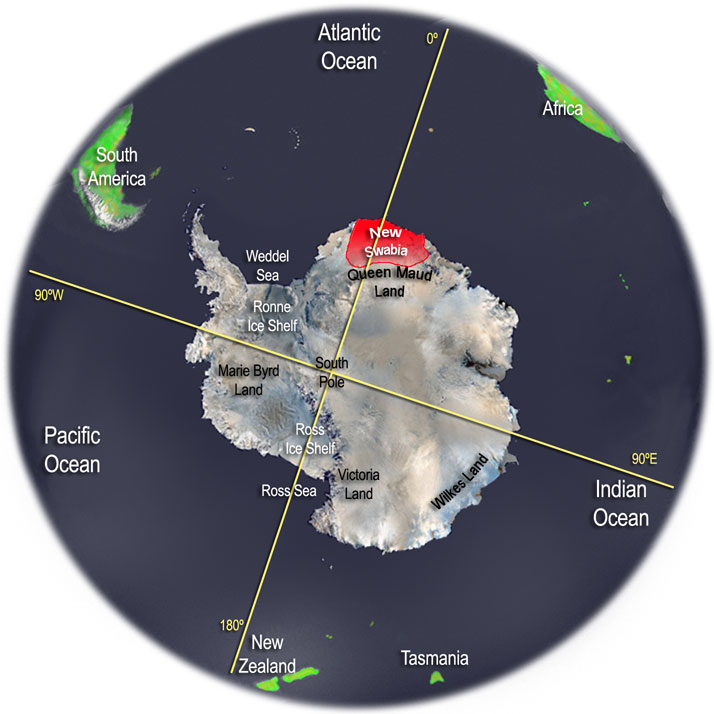
Ligging van Nieuw-Zwabenland in Antarctica

Nieuw-Zwabenland (Duits: Neuschwabenland) is de naam die het Nazi-regime van Duitsland gaf aan een gebied in (Oost-)Antarctica dat door hen in kaart was gebracht en vervolgens door hen als kolonie werd opgeëist. De claim werd internationaal niet gehonoreerd. Het gebied is vernoemd naar de Zuid-Duitse landstreek Zwaben waarvan de bewoners bekend staan om hun vlijt.

## Geschiedenis en achtergrond
Aan het einde van de 19e eeuw brak in West-Europa de zogenoemde Antarticakoorts uit en ook het Duitse Keizerrijk nam dit gebied in het vizier. In 1898 werd een Zuidpoolcommissie ingesteld die expedities ging organiseren. Nadat de nazi's in de 1930er jaren aan de macht waren gekomen toonden ook zij belangstelling voor de regio en rustten een nieuwe expeditie uit.
Op bevel van Adolf Hitler vertrok op 17 december 1938 de militaire Schwabenland-expeditie uit Hamburg naar Antarctica. De leider ervan, kapitein ter zee Alfred Ritscher, stond onder direct bevel van Hermann Göring. De kern van de expeditie was het schip Schwabenland. Op 19 januari 1939 kwam de expeditie aan bij de kust van Antarctica en drie weken lang brachten medewerkers van de expeditie het gebied van zo'n 250.000 km² nauwkeurig in kaart, onder meer door het maken van duizenden foto's vanuit vliegtuigen. Vervolgens eisten zij het onder de naam Deutsch-Neuschwabenland officieel voor Duitsland op. Om deze eis kracht bij te zetten, werden er bij de verkenningsvluchten honderden metalen pinnen met het hakenkruis erop afgeworpen die zich in het ijs boorden. Het Volk ohne Raum (volk zonder ruimte) kreeg er zo een Raum ohne Volk (ruimte zonder volk) bij. Er zijn toen overigens gebieden gevonden die betrekkelijk ijsvrij waren en geschikt om een basis in te richten. Er werden plannen gemaakt voor de jaren 1940 en 1941 om een meer civiele expeditie uit te rusten om onder meer de mogelijkheid voor walvisvaart te onderzoeken. Ook wilde men een eerste permanentere basis inrichten en het gebied verder onderzoeken met behulp van vliegtuigen met ski's die overal konden landen. In de verdere toekomst wilde de legerleiding de mogelijkheden onderzoeken voor een marinebasis als steunpunt voor de Kriegsmarine en om de vaarroutes rond Antarctica en in het bijzonder die van kaap Hoorn te beheersen.
De aanspraak van Duitsland werd door andere landen echter niet erkend. Door het uitbreken van de Tweede Wereldoorlog is het uitvoeren van deze verdere plannen nooit gerealiseerd. Ook van daadwerkelijke kolonisatie is het niet meer gekomen. Met het Antarctisch Verdrag van 1957 kreeg Nieuw-Zwabenland grotendeels andere namen: Koningin Maudland, Prinses Marthakust en Prinses Astridkust. De term Neuschwabenland wordt in de huidige Bundesrepublik nog steeds gebruikt om het gebied mee aan te duiden.

## Verhalen
Nieuw-Zwabenland is tegenwoordig vooral bekend door de verhalen die erover circuleren. Volgens verschillende obscure bronnen, voornamelijk uit het neonazisme, zouden er gedurende de Tweede Wereldoorlog in het diepste geheim ondergrondse bases zijn aangelegd naar het voorbeeld van de ondergrondse fabrieken in nazi-Duitsland zelf. Toen het duidelijk werd dat de nazi's de oorlog aan het verliezen waren zouden de talloze geheime projecten die hun geleerden aan het ontwikkelen waren overgeplaatst zijn naar Antarctica, samen met een grote hoeveelheid slavenarbeiders. Deze projecten zouden gaan over antizwaartekracht, biologische experimenten op mensen en andere obscure zaken. Zo zouden er in 1945 ook verschillende nazikopstukken heen zijn gevlucht. Van een aantal U-boten die tegen het einde van de oorlog richting Nieuw-Zwabenland voeren zou nooit meer iets vernomen zijn.
Het verhaal gaat ook dat de geallieerden er nog in 1947 een 'invasie' hebben uitgevoerd om dit vermeende laatste nazibastion op te ruimen, maar dat ze daarentegen zelf verjaagd werden door met nazi's bemande vliegende schotels. Er zouden tevens buitenaardse wezens leven in ondergrondse bases, al dan niet samen met overlevende nazi's. Dit is mogelijk gebaseerd op Operation Highjump, een militaire expeditie van de Amerikaanse marine onder leiding van admiraal Richard E. Byrd tussen 1946 en 1947, die onverhoopt werd gestaakt na het verlies van vele manschappen en materiaal door, publiekelijk nooit bekendgemaakte, oorzaken.
Verschillende auteurs, waaronder de Brit William Allen Harbinson, hebben aan deze theorie al dan niet serieuze fictieve verhalen opgehangen om een spannend verhaal te kunnen schrijven.